# 吳俊憲
吳俊憲，國立北門高級中學第十八任校長。

## 生平
雲林縣人，高中畢業後報考軍校空軍通信電子學校專科59期81年班，軍校畢業後分發空軍服役十年。
退伍前準備往教育工作發展，又因從事氣象工作，決定報考與氣象相關的研究所。
2001年退伍即考上國立臺灣師範大學地球科學系研究所，之後半工半讀，於2004年取得碩士學位，分發到雲林縣國立北港高級中學，就在該校擔任地球科學老師。
在北港高中期間，歷任教務處註冊組長，設備組長，教學組長，學務主任，教務主任等職務，在教育界努力十七年。
2021年8月1日台南北門高中校長沈文寅榮調教育部國教署，教育部遴選國立北港高中教務主任吳俊憲先生接掌台南北門高中校務，2021年8月12日正式就職國立北門高級中學校長。
於北門高中校長任內帶領教師團隊捐贈10台桌上型電腦給馬紹爾群島共和國姊妹校瓜加林環礁高中，深化兩校友誼與教育合作，實踐國民外交，並簽署教育合作備忘錄成為姊妹校，開展教育、文化與學術交流。
吳俊憲本身有玩鐵人三項，很能感受競技運動的精神，對於學校北門高中發展專項體育，非常支持學生從事體育活動。